# Зелепукин, Николай Павлович
Никола́й Па́влович Зелепу́кин (укр. Микола Павлович Зелепукiн, 10 сентября 1917, село Покровское, Новосибирская область — 23 августа 1993) — советский, украинский шахматный композитор и деятель украинского шахматного движения. Председатель шахматной федерации (1949—1955) и комиссии по шахматной композиции (1947—1955 и 1972—1986) УССР. Инженер. Работник службы госбезопасности Украины.
С 1948 года опубликовал около 500 задач, преимущественно двух- и трёхходовки. На конкурсах удостоен 105 отличий, в том числе 55 призов.

## Книги
- Зелепукин Н. П. Шахова композиція на Українi :  [укр.]. — Киев : Молодь, 1957.
- Зелепукин Н. П. Складання шахових задач :  [укр.]. — Киев : Здоров'я, 1970.
- Зелепукин Н. П. Словарь шахматной композиции :  [рус.]. — Киев : Здоров'я, 1982.
  - 2-е изд., 1985.
- Зелепукин Н. П., Молдованский А. Б. Композиции на шахматной доске :  [рус.]. — Киев : Веселка, 1985.